# Der Düsseldorfer Hafen
Der Düsseldorfer Hafen ist der Titel eines Genre-, Landschafts- und Marinebildes von Johann Velten aus dem Jahr 1832. Es zeigt Alltagsgeschehen am Kai des Düsseldorfer Rheinufers und dokumentiert eine Strömung des Realismus in der Kunst der Düsseldorfer Malerschule.

## Beschreibung
Der Maler lässt den Betrachter vom Düsseldorfer Schloss, das unsichtbar bleibt, über eine Werft am Altstadtufer, die unmittelbar an den Rhein grenzt, stromaufwärts in Richtung Rheinknie blicken. Während sich im Hintergrund unter sommerlichem Morgenhimmel ein Panorama der niederrheinischen Flusslandschaft ausbreitet, ist im Vordergrund eine Hafenszene dargestellt. Geprägt wird die Szene durch die Masten von Schokkern und anderen Flachbooten, ihren zum Teil herabgelassenen Segeln, ihrer Takelage sowie ihren Wimpeln, die im leichten Winde wehen. Belebt wird die Szene außerdem durch eine figurenreiche Staffage aus Spaziergängern sowie aus Hafenpersonal, das mit der Verladung von Frachtgut beschäftigt ist.
Auffällig ist auch eine Gruppe bürgerlich gekleideter Herren, die an einer weißen Holzbrüstung versammelt ist. Der Grund der Versammlung bleibt unklar. Es könnte sich um den Ortstermin einer Baukommission handeln, die sich wegen des Anstiegs von Handel und Frachtgut durch Rheinschifffahrt mit dem Ausbau der Uferanlage beschäftigte und am Fuße des Schlosses eine weitere Überbauung der Düssel-Mündung ins Auge fasste. Kurz vor Verabschiedung der Mainzer Akte, die durch die Zentralkommission für die Rheinschifffahrt erarbeitet worden war, befasste man sich 1830 in Düsseldorf mit der Idee eines Freihafens und erörterte in diesen Zusammenhang die fehlenden baulichen und räumlichen Kapazitäten. Nach anderer Ansicht handelt es sich bei der Versammlung um eine Gruppe Düsseldorfer Maler.
An der Spitze der Flussschleife bewegt sich als Zeichen des Industriezeitalters und der gerade beginnenden motorisierten Schifffahrt ein Dampfboot, vielleicht die Concordia oder die Friedrich Wilhelm. Stromabwärts treiben die schiffsförmigen Bojen der Düsseldorfer Gierponte, der Vorläuferin der Pontonbrücke von 1839. Am rechten Bildrand erstreckt sich das gegenüberliegende Flachufer des heutigen Stadtteils Oberkassel. Darüber zeichnet sich die Silhouette des Neusser Münsters ab. Am Horizont der linken Bildhälfte – südlich der am linken Bildrand dargestellten Reste der Zitadelle und der ihr vorgelagerten Einfahrt zum Alten Hafen – zeigt der Maler die damals noch sporadische Bebauung am Neustädter Ufer nahe dem Rheinknie, wo später im Laufe der Hochindustrialisierung ein neuer großer Wirtschaftshafen sowie im Zuge einer folgenden Deindustrialisierung das Düsseldorfer Regierungsviertel entstehen sollte. Der damals noch bestehende Rheinkran als baulicher Abschluss der Werft nach Süden bleibt in dem Bildausschnitt, den der Maler für seine Darstellung des Hafens wählte, ausgeklammert.

## Entstehung, Bedeutung

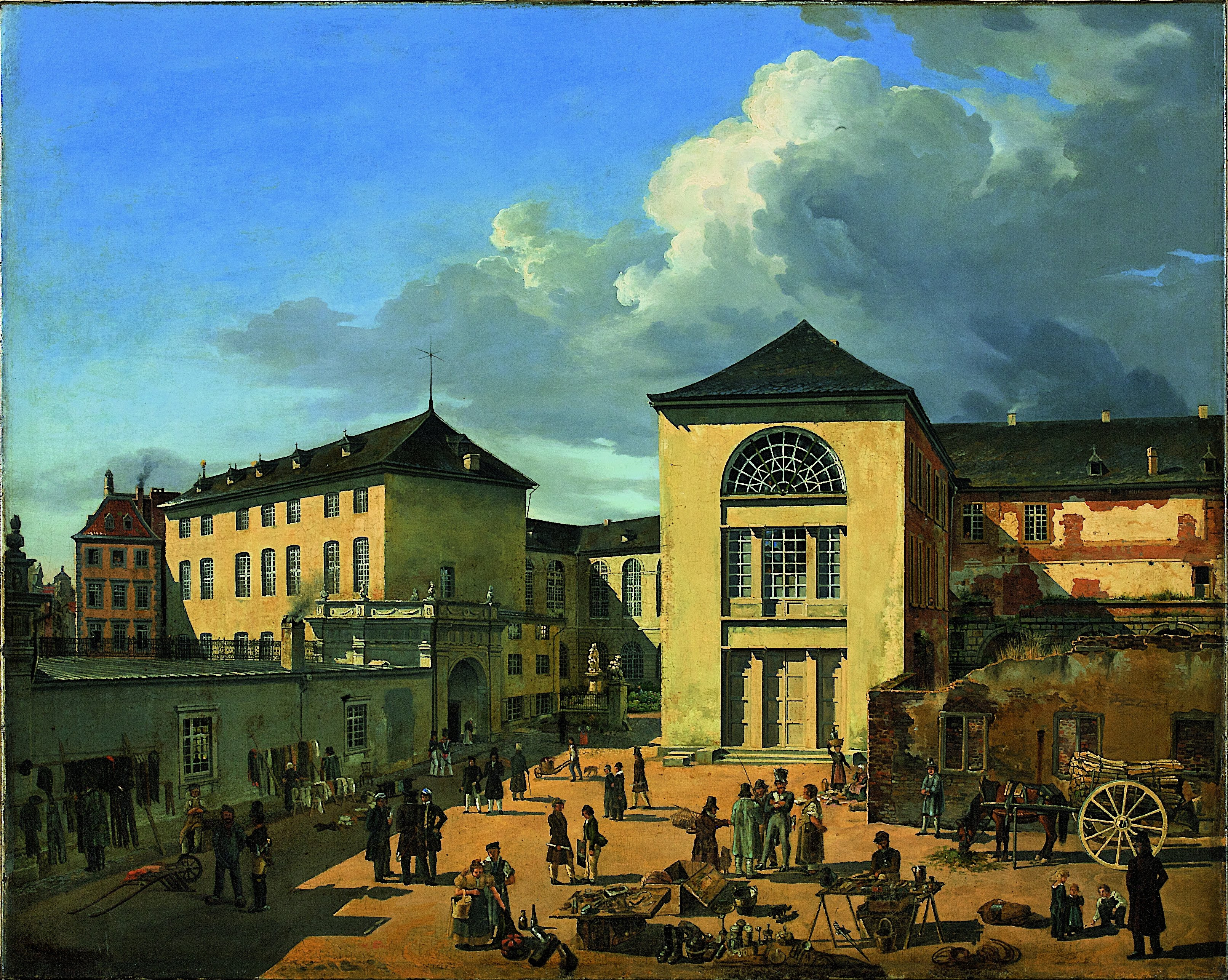
Andreas Achenbach: Die alte Akademie in Düsseldorf, 1831, Museum Kunstpalast

Alfred Rethel: Die Harkortsche Fabrik auf Burg Wetter, um 1834, Privatsammlung

Johann Velten, der Schöpfer des Bildes, war der Sohn eines Weinbergarbeiters aus Graach an der Mosel. Dank eines Stipendiums des „Moselkönigs“ Matthias Joseph Hayn studierte er seit 1830 an der renommierten Kunstakademie Düsseldorf. Anfänglich besuchte er die Vorbereitungsklasse unter Heinrich Christoph Kolbe, der seinem Eleven „viel Farbensinn“ bescheinigte. Unter Kolbes Anleitung malte Velten 1831 ein Selbstporträt. Aus einem der Fenster der Akademie, die bis zum Brand 1872 im Düsseldorfer Schloss untergebracht war, schuf er das Konzept für das Gemälde. Möglicherweise besteht ein Zusammenhang zum Mitschüler Adolph Wegelin, der bereits 1831 eine Ansicht vom Rheinwerft in Düsseldorf geschaffen hatte.
Nach der Genrehierarchie, die an den Kunstakademien im ersten Drittel des 19. Jahrhunderts und auch an der von Wilhelm Schadow geleiteten Düsseldorfer Akademie das offizielle Lehrprogramm bestimmte, konnte das von Velten gewählte Sujet – die detailrealistische Darstellung von Alltagsgeschehen ohne fassliche ideelle Aussage, hier noch betont durch die wirklichkeitsgetreue Abbildung eines derangierten Lattenzauns am linken Bildrand – keinesfalls den dogmatischen akademischen Ansprüchen genügen. Nach den Kriterien der Akademische Kunst und in Schadows Augen war selbst die bloße Wiedergabe einer Landschaft noch kein eigenständiger Bildgegenstand eines ausstellungswürdigen akademischen Werks. Die Abbildung von banalen Alltagsszenen galt ihm schlechterdings als ungeeignet, der unverzichtbaren Forderung nach künstlerischer Erhabenheit, Schönheit und Idealisierung zu entsprechen. Aus offizieller akademischer Perspektive war das Bild daher allenfalls eine launische, im Atelier unter Verschluss zu haltende malerische Studie.
In der Auswahl eines Motivs der Alltagswelt sowie im Hinblick auf Sachlichkeit und Detailinteresse ähnelt das Bild frappierend dem Gemälde Die alte Akademie in Düsseldorf, das Veltens Kommilitone Andreas Achenbach 1831 – also ein Jahr zuvor – aus dem Fenster eines Hauses am Burgplatz von der anderen, der stadtseitigen Ansicht des Düsseldorfer Schlosses geschaffen hatte. Auch der junge Achenbach erachtete darin eine alltägliche Straßenszene als bildwürdig und beschäftigte sich mit der detailrealistischen Wiedergabe der banalen Alltagswelt vor der wenig erhabenen Ansicht eines zum Teil ruinösen, schäbigen Schlosskomplexes. Ebenso wenig wie Velten in dessen Bild von 1832 entsprach Achenbach in seiner zufällig wirkenden Szene den akademischen Ansprüchen an Motivauswahl und Komposition, weder durch Bildausschnitt noch durch den Bildinhalt.
Einen vergleichbaren Realismus legte Veltens Mitschüler Alfred Rethel um 1834 in seinem Gemälde Die Harkortsche Fabrik auf Burg Wetter an den Tag. Auch in diesem Bild ließ sich der Maler von der Wahrnehmung dessen leiten, was er vorfand, und verzichtete bei deren Wiedergabe auf jegliche Idealisierung, nicht aber auf einen Drang, kleinste Details zu berichten.
Alle vier hier erwähnten Akademieschüler – Velten, Wegelin, Achenbach und Rethel – waren Studenten des Akademie-Professors Kolbe, der großen Wert auf Realismus und auf die genaue Beobachtung von aufschlussreichen Einzelheiten legte. Er war in einem sachlichen Klassizismus geschult. Wie andere Künstler des Biedermeier schätzte er die Erzählung durch fast fotorealistische Darstellung von Details. Auch wegen seiner sachlichen Kunstauffassung war Kolbe von Schadow wenig geschätzt und wurde von diesem aus seinem Lehramt gedrängt.

## Rezeption, Provenienz
Erstmals öffentlich gezeigt wurde das Gemälde auf einer Ausstellung im Juli 1832 in Düsseldorf. Das Bild blieb wenig beachtet, bald geriet auch seine Urheberschaft in Vergessenheit. Noch im gleichen Jahr verließ Velten die Stadt, um nach Lüttich zu gehen, wo sich seine Spuren zunächst verloren. Aufgrund des auf dem Gemälde signierten Monogramms „J. V. 1832“ rätselte die Fachwelt des 20. Jahrhunderts lange über den Namen des Schöpfers und bezeichnete ihn als „Monogrammist I. V.“. Im Bestandskatalog des Wallraf-Richartz-Museums, in deren Sammlung das Gemälde geraten war, lehnte der Kunsthistoriker Wend von Kalnein eine mögliche Identifizierung mit Johann Velten noch im Jahr 1964 entschieden ab, ehe er sich 1979 entschloss, eine mittlerweile von Helmut Börsch-Supan erfolgte Zuschreibung zum Œuvre Veltens, die bis heute unumstritten ist, ausdrücklich zu bejahen.